# Festival International Médias Nord-Sud
 (janvier 2017).
Le Festival International Médias Nord-Sud est un festival de documentaires multimédia se déroulant chaque année à Genève (Suisse).

## But
- L'objectif du festival est de permettre une meilleure circulation des films documentaires sur les relations Nord-Sud.
- Il réunit les trois médias principaux : télévision, radio et presse écrite.

## Origine et devenir
- Il est fondé en 1985 par Jean-Philippe Rapp, journaliste à la Télévision suisse romande, Jacques Forster, directeur de l'Institut universitaire d'études du développement (actuellement vice-président du CICR), et Philippe Grandjean, journaliste au Journal de Genève. Il change de nom à plusieurs reprises: Rencontres Médias Nord-Sud (1985-1998), Festival Médias Nord-Sud (1999-2003), Festival International Médias Nord-Sud (2004-2007), Forum International Médias Nord-Sud (2008-2011).
- Le Festival cesse ses activités après l'édition de 2011.
- En 2015, Jean-Philippe Rapp dépose les archives[1] qui témoignent des années d'activité du Festival à la Cinémathèque suisse.

## Prix
- Grand Prix de Genève : 10 000 francs suisses
- Prix International des Médias : 10 000 francs suisses
- Prix suisse des radios du sud : 5000 francs suisses
- Prix Pierre-Alain Donnier